# Orán megye
Orán egy megye Argentína északnyugati részén, Salta tartományban. Székhelye San Ramón de la Nueva Orán.

## Népesség
A megye népessége a közelmúltban a következőképpen változott:
| Év   | Lakosság |
| ---- | -------- |
| 2001 | 123 235  |
| 2010 | 138 838  |